# DJ Gregory
DJ Gregory, de son vrai nom Grégory Darsa, est un DJ et compositeur français spécialisé dans la house music et la deep house.

## Biographie
Au début des années 1990, il est plusieurs étés de suite à New York et découvre la house music locale mais également de Chicago. Il ramène des disques en France pour les disquaires spécialisés. C'est chez l'un d'eux qu'il fait la connaissance de DJ Deep en 1992, puis d'Alex From Tokyo.
DJ Gregory fait ses débuts musicaux début 1994 sur Radio FG, où il partage les platines avec DJ Deep et Alex From Tokyo lors de l'émission A Deep Groove, nom inspiré par l'association des noms Alex, Deep et Grégory. Par la suite il devient DJ résident de la soirée « TGV » qui a lieu à l'Élysée-Montmartre puis dans la salle Wagram.
Sa première apparition discographique se fait sur le label Versatile Records en 1996 : à la demande de Gilb'R, il signe un remix du morceau Venus (Sunshine People) de Cheek sur le maxi du même nom. C'est un premier succès puisque le vinyle se vend à 10 000 exemplaires en quelques semaines.
En 1997, il sort le maxi The Raw EP sous le pseudonyme .g (parfois typographié Point G) ; c'est peu après la sortie de ce disque qu'il part s'installer à New York, en 1998. Il revient à Paris deux ans après et se fait construire son propre studio. Là, il collabore avec Bob Sinclar puis veut sortir un album chez Yellow, mais le projet n'aboutit pas. Il fonde alors son label Faya Combo.